# Jana preciosa
Jana preciosa är en fjärilsart som beskrevs av Aurivillius 1893. Jana preciosa ingår i släktet Jana och familjen Eupterotidae. Inga underarter finns listade i Catalogue of Life.